# Alnarp
Alnarp er en bebyggelse i Lomma kommun i Skåne län i Sverige, siden 2015 en del af byområdet Lomma. Alnarp ligger i et område mellem Åkarp, Arlöv og det centrale Lomma, omkring 10 kilometer nordøst for Malmø. Området var før 2015 klassificeret som en småort og er siden da blevet betragtet som en del af byområdet Lomma.

## Virksomhed relateret til landbrug
Alnarp er en af Sveriges lantbruksuniversitets campusbyer. I Alnarp findes flere specialiserede virksomheder, blandt andet hovedkontoret for Nordisk Ministerråds globale genbank, NordGen og Svensk Maskinprovnings hovedkontor.

## Historie
Alnarp findes omtalt i litteratur siden 1145, hvor det allerede var en herregård med stor ejendom. Navnet tros at stamme fra "Alnes egendom", og kaldtes i 1145 Alnethorp eller Alnedorp. Efter at Skåne blev svensk i 1658 blev Alnarp kongsgård. Hoverigårde til Alnarp fandtes tidligere i nærtliggende byer såsom Karstorp, Vinstorp, Tågarp og Lomma.
I Alnarp findes en botanisk have, Alnarpsparken, som er åben for offentligheden. I parken ligger administrationsbygningen Alnarp slot, opført i 1862. Alnarps Rehabiliteringsträdgård ligger i den nordlige del af campusområdet. Haven er kendt for at udvikle forskning om behandling og rehabilitering af syge gennem aktiviteter og hvile i natur og have. Alnarpsgården ligger umiddelbart indenfor parken. Efter en totalrenovering i 1996 rummer gården i dag undervisningslokaler. På området findes også Hälsans rum, et fritstående center for healing, spa og åndelig rehabilitering.

## Alnarps museer og specialvirksomheder
Alnarps museer består af Skånes lantbrukmuseum, som tilkom gennem et initiativ i forbindelse med de skånske husholdningsselskaber 100-årsjubilæum i Alnarp i 1914. Bygningen blev tegnet af Alfred Arwidius. Efter landbrugsudstillingen på Den baltiske Udstilling i Malmø i 1914 blev de fleste genstande flyttet til den specialbyggede museumsbygning i rødmalet træ i Alnarp. Denne bygning blev ligeledes tegnet af Alfred Arwidius, stod færdig i 1916 og rummer specialudstillinger, landbrugsmaskiner og redskaber, herunder Sveriges første mejetærsker, konstrueret på Axelvolds gård. I tilknytning til museet findes en støttende venneforening. I andre bygninger på området findes Hovbeslagsmuseet, baseret på den tidligere beslagsmeduddannelse på området, Vagnsmuseet, med vogne fra 1700-tallet og frem, samt den permanente udstilling om Alnarps historie.